# Taylor (Mondkrater)
Taylor ist ein Einschlagkrater auf der Mondvorderseite, südlich des Kraters Delambre und westlich von Alfraganus.
Der unregelmäßig geformte Krater ist stark erodiert. Das Innere ist uneben und weist einen Zentralberg auf.
| Buchstabe | Position          | Durchmesser | Link |
| --------- | ----------------- | ----------- | ---- |
| A         | 4,25° S, 15,35° O | 39 km       |      |
| AB        | 3,2° S, 14,62° O  | 21 km       |      |
| B         | 4,35° S, 14,28° O | 30 km       |      |
| C         | 5,67° S, 14,72° O | 4 km        |      |
| D         | 5,35° S, 15,66° O | 8 km        |      |
| E         | 6,07° S, 17,1° O  | 12 km       |      |

Der Krater wurde 1935 von der IAU nach dem britischen Mathematiker Brook Taylor offiziell benannt.